# Dórština
| Západní skupina: Dórština Severozápadní dórština Achájská dórština | Střední skupina: Aiolština Arkado-kyperská řečtina | Východní skupina: Attičtina Iónština |

Dórština neboli dórský dialekt byla jedno z nářečí starořečtiny. Mluvilo se jí na Peloponésu, Krétě a Rhodu, dále na některých ostrovech na jihu Egejského moře, v některých pobřežních městech Malé Asie, v jižní Itálii a na Sicílii, v Épeiru a v Makedonii.
Za místo jejího zrodu se pokládají pohoří Épeiru na severozápadě Řecka, které byly původně osídleny Dóry.